# Дворжецкая, Нина Игоревна
Ни́на И́горевна Дворже́цкая (урождённая Горе́лик; род. 1 января 1961) — советская и российская актриса театра и кино, театральный педагог; народная артистка России (2021).  

## Биография
Нина Горелик родилась 1 января 1961 года. Её отец Игорь Иосифович Горелик (1937—1987) был инженером-электронщиком; мать Идилия Анатольевна Старцева — гидом-переводчиком в «Интуристе». Внучка писателя Иосифа Горелика (1907—1961), приёмная внучка писателя Владимира 
 Сутырина, за которого после смерти первого мужа вышла замуж её бабушка, хирург-онколог Берта Михайловна Горелик (урождённая Бляхман; 1915—2011). После развода родителей (1967) училась в школе-интернате, потом жила в новой семье отца и с бабушкой. С матерью восстановила отношения только после рождения дочери.
В театральное училище поступила не сразу. После школы пробовала поступать в школу-студию МХАТ, но её не приняли. С третьей попытки поступила в театральное училище имени Щукина (курс А. Г. Бурова). Училище окончила в 1984 году.
Год работала в Театре сатиры.
С 1986 года — актриса Российского академического молодёжного театра.
Доцент кафедры актёрского мастерства Театрального института имени Бориса Щукина. С 2021 года — профессор кафедры мастерства актера.

## Семья
Во время учёбы в училище, 24 марта 1981 года, вышла замуж за студента того же училища Евгения Дворжецкого (1960—1999).
От брака с Евгением Дворжецким у Нины Игоревны двое детей: дочь Анна (1990) и сын Михаил (1999). В 1999 году Евгений Дворжецкий погиб в автокатастрофе.
В 2003 году вышла замуж за актёра Алексея Колгана.
Сестра бабушки, Циля Михайловна Сосина (1903—1985), была театральной актрисой.

## Творчество

### Роли в театре
- «Кабанчик»
- «Алёша»
- «Баня»
- «Между небом и землёй жаворонок вьется»
- «Forever» по А. Ибсену. Режиссёр: Райво Трасс —  Клара, мать невесты
- 1993 — «Береника» — Береника, царица Палестины
- «Долгое, долгое детство»
- «Капитанская дочка» — Екатерина Великая
- 2001 — «Лоренцаччо» Альфреда Де Мюссе. Режиссёр: Алексей Бородин —Мария Содерини
- «Поллианна» — тетя Полли
- 1989 — «Приключения Тома Сойера» М.Твена. Режиссёр: Д. Крэнни — миссис Форбс
- 2002 — «Эраст Фандорин» Б. Акунина. Режиссёр: Алексей Бородин — леди Эстер
- 2005 — «Инь и Ян. Белая версия» / «Инь и Ян. Чёрная версия». Режиссёр: Алексей Бородин — Лидия
- 2006 — «Самоубийца» Н. Эрдмана. Режиссёр: Вениамин Смехов — Серафима Ильинична

### Режиссёр
- 2011 — «Мой внук Вениамин» (Л. Е. Улицкая)

### Роли в кино
- 1982 — Кафедра
- 1985 — Хочу тебе сказать — соседка
- 1986 — Наш черед, ребята
- 1987 — Забытая мелодия для флейты
- 1987 — Крейцерова соната
- 1993 — Русский регтайм — Бельгийка
- 1998 — Судья в ловушке — миссис Стафф
- 2000 — Я вам больше не верю
- 2005 — Лола и маркиз
- 2008 — На крыше мира — Маргарита Модестовна
- 2014 — Ёлки 1914 — Елена Павловна
- 2016 — Сдаётся дом со всеми неудобствами — Марина Михайловна
- 2017 — Девушка с косой — диспетчер

### Роли в сериалах
- 2001 — «Сыщики» — капитан милиции
- 2001 — «Остановка по требованию-2» — администраторша
- 2003 — «Сыщики-2» — Ирина Васильевна
- 2003 — «Евлампия Романова. Следствие ведет дилетант»
- 2003 — «Другая жизнь» — директриса
- 2008 — «Фотограф» — Татьяна Пална
- 2013 — «Оттепель» — Регина Марковна, 2-й режиссёр
- 2017 — «Мурка» — «Циля Центнер»
- 2019 — «Шифр» — Бромберг, сотрудник геологического института
- 2023 — «Бедные Абрамовичи» — Дина Марковна Абрамович

### Работа на ТВ
- «Оба-на!»
- «Доктор Угол»

### Работы на радио
- «Подросток»
- «Три мушкетера»

## Награды и звания
- Заслуженная артистка Российской Федерации (2002) — за заслуги в области искусства[1].
- Народная артистка Российской Федерации (2021) — за большие заслуги в области искусства[2].